# Ashia Hansenová
Ashia Hansenová (* 5. prosince 1971, Evansville, Indiana, USA) je bývalá britská atletka, mistryně Evropy, dvojnásobná halová mistryně světa a halová mistryně Evropy v trojskoku.
Na mistrovství Evropy v Helsinkách v roce 1994 neprošla kvalifikací. O dva roky později skončila na letních olympijských hrách v Atlantě na pátém místě. Na halovém MS v Paříži 1997 získala za výkon 14,70 m stříbrnou medaili. V témž roce obsadila páté místo na mistrovství světa v Athénách. Zlatou medaili zde tehdy získala Šárka Kašpárková. V roce 1998 se stala ve Valencii halovou mistryní Evropy, když ve finále jako jediná překonala patnáctimetrovou hranici a výkonem 15,16 m vytvořila nový halový světový rekord. O rok později v japonském Maebaši na halovém MS znovu překonala patnáct metrů (15,02 m) a získala zlatou medaili.
Na letních olympijských hrách v Sydney 2000 skončila ve finále na jedenáctém místě (13,44 m). Následné úspěchy zaznamenala v roce 2002, když nejdříve vybojovala stříbrnou medaili na halovém ME ve Vídni. V letní sezóně získala zlato na Hrách Commonwealthu v anglickém Manchesteru a v Mnichově se stala mistryní Evropy, kde ve finále skočila rovných patnáct metrů. Svoji poslední medaili na velkém šampionátu získala v roce 2003 na halovém MS v Birminghamu, kde zvítězila výkonem 15,01 m. Druhá Françoise Mbangová Etoneová z Kamerunu skočila o třináct cm méně. 
Za své úspěchy byla v roce 2003 vyznamenána. Je členem (MBE) Řádu britského impéria. Atletickou kariéru ukončila po vleklém zranění kolene v roce 2008. 

## Osobní rekordy
Je bývalou držitelkou halového světového rekordu. Její výkon 15,16 m z roku 1997 je dodnes druhým nejlepším v celé historii. Dál skočila a současný halový světový rekord drží od roku 2004 hodnotou 15,36 m Ruska Taťána Lebeděvová.
- hala – (15,16 m – 28. února 1998, Valencie)
- venku – (15,15 m – 13. září 1997, Fukuoka)[4]